# Joe Laporte
Joseph „Joe“ Laporte (* 31. März 1907 in Montreal; † 12. Mai 1983 in Quebec (Stadt)) war ein kanadischer Radrennfahrer und nationaler Meister im Radsport.

## Sportliche Laufbahn
Laporte war im Straßenradsport und im Bahnradsport aktiv. Er war Teilnehmer der Olympischen Sommerspiele 1924 in Paris. Im olympischen Straßenrennen kam er auf den 54. Platz. Im Punktefahren war er ausgeschieden. Er war auch Teilnehmer der Olympischen Sommerspiele 1928 in Amsterdam. Im olympischen Straßenrennen kam er auf den 31. Platz. In der Mannschaftswertung wurde Kanada mit Joe Laporte, Alfred Tourville, William Peden und Lew Elder auf dem 14. Rang klassiert. Von 1924 bis 1928 gewann er die nationale Meisterschaft im Straßenrennen. Von 1930 bis 1933 war er Berufsfahrer. 1930 siegte er im Sechstagerennen von Montreal mit Piet van Kempen als Partner.